# فهرست شهرهای آلمان
در این فهرست تنها شهرداری‌هایی که دارای قانون شهر (به آلمانی: Stadtrecht) هستند، آمده‌اند. برای شهرهای بزرگ‌تر به فهرست شهرهای آلمان با بیش از ۱۰۰٬۰۰۰ نفر جمعیت مراجعه کنید.
فهرست کامل شهرهای آلمان تا ژانویهٔ ۲۰۱۱.

## A
| | | |
| - آخ (بادن-وورتمبورگ) - آخن (نوردراین-وست‌فالن) - آلن (بادن-وورتمبورگ) - آبن‌برگ (بایرن) - آبنسبرگ (بایرن) - آخرن (بادن-وورتمبورگ) - آخیم (نیدرزاکسن) - آدلسهایم (بادن-وورتمبورگ) - آدناو (راینلند-فالتز) - آدورف (زاکسن) - آهاوس (نوردراین-وست‌فالن) - آلن (نوردراین-وست‌فالن) - آرنسبورگ (اشلیسویگ-هول‌اشتاین) - آیشاخ (بایرن) - آیشتال (بادن-وورتمبورگ) - آکن (زاکسن-آنهالت) - آلب‌اشتاد (بادن-وورتمبورگ) - آلفلد (نیدرزاکسن) - آلندورف (هسن) - آل‌اشتد (زاکسن-آنهالت) - آلپیرسباخ (بادن-وورتمبورگ) - آلسدورف (نوردراین-وست‌فالن) - آلسفلد (هسن) | - آلسلبن (زاکسن-آنهالت) - آلتدورف نزدیک نورنبرگ (بایرن) - آلتنا (نوردراین-وست‌فالن) - آلتناو (نیدرزاکسن) - آلتنبرگ (زاکسن) - آلتنبورگ (تورینگن) - آلتنکیرشن (راینلند-فالتز) - آلتنشتایگ (بادن-وورتمبورگ) - آلتنترپتوو (مکلنبورگ-فورپومن) - آلتلاندسبرگ (برندنبورگ) - آلتوتیگ (بایرن) - آلتسناو این اونترفرانکن (بایرن) - آلتزی (راینلند-فالتز) - آمبرگ (بایرن) - آمونبرگ (هسن) - آمورباخ (بایرن) - آندرناخ (راینلند-فالتز) - آنگرمونده (برندنبورگ) - آنکلام (مکلنبورگ-فورپومن) - آنابرگ-بوخ‌هولز (زاکسن) - آنابورگ (زاکسن-آنهالت) - آنوایلار آن در تریفلز (راینلند-فالتز) - آنسباخ (بایرن) | - آپلدا (تورینگن) - ارندزی (زاکسن-آنهالت) - آرن‌برگ (زاکسن-آنهالت) - آرنیس (اشلیسویگ-هول‌اشتاین) - آرنسبرگ (نوردراین-وست‌فالن) - آرن‌اشتات (تورینگن) - آرناشتاین (بایرن) - آرناشتاین، زاکسن-آنهالت (زاکسن-آنهالت) - آرترن/اوناشتروت (تورینگن) - آرزبرگ (بایرن) - آشافنبورگ (بایرن) - آشرسلبن (زاکسن-آنهالت) - آسپرگ (بادن-وورتمبورگ) - آسلار (هسن) - آتندورم (نوردراین-وست‌فالن) - آئوب (بایرن) - آئو (زاکسن) - آئرباخ این در اوبرفالز (بایرن) - آورباخ (زاکسن) - آوگسبورگ (بایرن) - آگوستوسبورگ (زاکسن) - آئولندورف (بادن-وورتمبورگ) - آوما (تورینگن) - آوریش (نیدرزاکسن) |

| فهرست                                               |
| --------------------------------------------------- |
| A B C D E F G H I J K L M N O P Q R S T U V W X Y Z |

## B
| | | |
| - (هسن) - باخ‌آراخ (راینلند-فالتز) - باکنانگ (بادن-وورتمبرگ) - باد آیبلینگ (بایرن) - باد آرولزن (هسن) - باد بلزیگ (برندنبورگ) - بادبنتهایم (نیدرزاکسن) - باد برگ‌زابرن (راینلند-فالتز) - باد برکا (تورینگن) - باد برلبورگ (نوردراین-وستفالن) - باد برنیک در فیشتلگبریگه (بایرن) - باد بونسن (نیدرزاکسن) - باد بیبرا (زاکسن-آنهالت) - باد بلنکنبورگ (تورینگن) - باد برام‌اشتت (اشلسویگ-هل‌اشتاین) - باد برایزیگ (راینلند-فالتز) - باد بروکنوا (بایرن) - باد بوشا (بادن-وورتمبرگ) - باد کامبرگ (هسن) - باد کولبرگ-هلدبرگ (تورینگن) - باد دوبران (مکلنبورگ-فورپومن) - باد دربورگ (نوردراین-وستفالن) - باد دوبن (زاکسن) - باد دورک‌هایم (راینلند-فالتز) - باد دورنبرگ (زاکسن-آنهالت) - باد دورهایم (بادن-وورتمبرگ) - باد الستر (زاکسن) - باد امس (راینلند-فالتز) - بادن-بادن (بادن-وورتمبرگ) - باد فالینگ بوستل (نیدرزاکسن) - باد فرانکن‌هاوزن/کیفرهاوزن (تورینگن) - باد فراین‌والده (برندنبورگ) - باد فردیریش‌شال (بادن-وورتمبرگ) - باد گاندرزهایم (نیدرزاکسن) - باد گوتلوبا-برگیس‌هوبل (زاکسن) - باد گریسباخ در روتتال (بایرن) - باد گروند (نیدرزاکسن) - باد هارزبورگ (نیدرزاکسن) - باد هررن‌آلب (بادن-وورتمبرگ) - باد هرسفلد (هسن) - باد همبورگ فور در هوهه (هسن) - باد هونف (نوردراین-وستفالن) - باد هونینگن (راینلند-فالتز) - باد ایبورگ (نیدرزاکسن) - باد کارلزهافن (هسن) - باد کیسینگن (بایرن) - باد کونیش (هسن) - باد کونیش‌هوفن در گرابفلد (بایرن) - باد کوستریتز (تورینگن) - باد کوتزتینگ (بایرن) - باد کریزناخ (راینلند-فالتز) - باد کروزینگن (بادن-وورتمبرگ) - باد لاسفه (نوردراین-وستفالن) - باد لانگن‌زاسا (تورینگن) - باد لواخ‌اشتت (زاکسن-آنهالت) - باد لواسیک (زاکسن) - باد لواتربرگ در هارز (نیدرزاکسن) - باد لیبن‌اشتاین (تورینگن) - باد لیبن‌وردا (برندنبورگ) - باد لیبن‌زل (بادن-وورتمبرگ) - باد لیپ‌اسپرینگه (نوردراین-وستفالن) - باد لوبن‌اشتاین (تورینگن) - باد مارینبرگ (راینلند-فالتز) - باد مرگنت‌هایم (بادن-وورتمبرگ) - باد موندر آن در دایستر (نیدرزاکسن) - باد مونسر آن در اشتاین-ارنبورگ (راینلند-فالتز) - باد مونستررایفل (نوردراین-وستفالن) - باد موسکوا (زاکسن) - باد نواهایم (هسن) - باد نندورف (نیدرزاکسن) - باد نوین‌آر-آروایلار (راینلند-فالتز) - باد نیواشتات آن در زاله (بایرن) - باد اوین‌هاوزن (نوردراین-وستفالن) - باد الدزوله (اشلسویگ-هل‌اشتاین) - باد اورب (هسن) - باد پیرمونت (نیدرزاکسن) - باد راپنوا (بادن-وورتمبرگ) - باد رایشنهال (بایرن) - باد روداخ (بایرن) - باد زاکسا (نیدرزاکسن) - باد زکینگین (بادن-وورتمبرگ) - باد زالدتفورث (نیدرزاکسن) - باد زازوفلن (نوردارین-وستفالن) - باد زالزونگن (تورینگن) - باد زوالگوا (بادن-وورتمبرگ) - باد شواندوا (زاکسن) - باد اشمیدبرگ (زاکسن-آنهالت) - باد شوسنرید (بادن-وورتمبرگ) - بات شوالباخ (هسن) - باد اشوراتوا (اشلسویگ-هل‌اشتاین) - باد زگبرگ (اشلسویگ-هل‌اشتاین) - باد زوبرنهایم (راینلند-فالتز) | - باد زوندن آن در تاونوس (هسن) - باد زوندن-زالمونستر (هسن) - باد زوندن-الندورف (هسن) - باد اشتافل‌اشتاین (بایرن) - باد زولزا (تورینگن) - باد زولزه (مکلنبورگ-فورپومن) - باد تایناخ-زوالن‌اشتاین (بادنوورتمبرگ) - باد تن‌اشتت (تورینگن) - باد تولز (بایرن) - باد اوراخ (بادن-وورتمبرگ) - باد ویبل (هسن) - باد والدزی (بادن-وورتمبرگ - باد ویلدباد (بادن-وورتمبرگ) - باد ویلدونگن (هسن) - باد ویلزناک (برندنبورگ) - باد ویمپن (بادن-وورتمبرگ) - باد ویندزهایم (بایرن) - باد وریسهوفن (بایرن) - باد ووننبرگ (نوردارین-وستفالن) - باد وورزاخ (بادن-وورتمبرگ) - بیزوایلر (نوردراین-وستفالن) - بایرزدورف (بایرن) - بالینگن (بادن-وورتمبرگ) - بالن‌اشتات (زاکسن-آنهالت) - بالوه (نوردراین-وستفالن) - بامبرگ (بایرن) - باربی (زاکسن-آنهالت) - بارگته‌هایده (اشلسویگ-هل‌اشتاین) - بارم‌اشتت (اشلسویگ-هل‌اشتاین) - برنوا (بایرن) - بارنتروپ (نوردراین-وستفالن) - بارزینگ‌هاوزن (نیدرزاکسن) - بارث، آلمان (مکلنبورگ-فورپومن) - باروث/مارک (برندنبورگ) - باسوم (نیدرزاکسن) - باتنبرگ، هسن (هسن) - بوام‌هلدر (راینلند-فالتز) - بواناخ (بایرن) - بواناتال (هسن) - بواتزن (زاکسن) - بایرویت (بایرن) - ببرا (هسن) - بکوم، آلمان (نوردراین-وستفالن) - بدبورگ (نوردراین-وستفالن) - بلیتز (برندنبورگ) - بیرفلدن (هسن) - بیزکو (برندنبورگ) - بایلنگریس (بایرن) - بایل‌اشاین (بادن-وورتمبرگ) - بلگرن (زاکسن) - بندورف آن در راین (راینلند-فالتز) - بنزهایم (هسن) - برشینگ (بایرن) - برگا/الستر (تورینگن) - برگن (نیدرزاکسن) - برگن آن در روگن (مکلنبورگ-فورپومن) - برگهایم، نوردراین-وستفالن (نوردراین-وستفالن) - برگیش گلادباخ (نوردراین-وستفالن) - برگکامن (نوردراین-وستفالن) - بگنوی‌اشتات (نوردراین-وستفالن) - برکا/ورا (تورینگن) - برلین (ایالت برلین / پایتخت آلمان) - برنا بای برلین (برندنبورگ) - برنبورگ (زاکسن-آنهالت) - برنکسل-کوئز (راینلند-فالتز) - برنزدورف (زاکسن) - برن‌اشتات آن در آیگن (زاکسن) - برسنبروک (نیدرزاکسن) - بسیگهایم (بادن-وورتمبرگ) - بتزدورف (راینلند-فالتز) - بتزن‌اشتاین (بایرن) - بورونگن (نوردراین-وستفالن) - بکسباخ (زارلند) - بیبراخ آن در ریس (بادن-وورتمبرگ) - بیدنکپف (هسن) - بیلفلد (نوردراین-وستفالن) - بیزنتال (برندنبورگ) - بیتیگهایم-بیسینگن (بادن-وورتمبرگ) - بیلربک (نوردراین-وستفالن) - بینگن آن در راین (راینلند-فالتز) - بیرکنفلد (راینلند-فالتز) - بیشفزهایم آن در رون (بایرن) - بیشوفزوردا (زاکسن) - بیسمارک (زاکسن-آنهالت) - بیتبورگ (راینلند-فالتز) - بیترفلد-ولفن (زاکسن-آنهالت) - بلنکنبورگ (زاکسن-آنهالت) - بلنکن‌هاین (تورینگن) | - بلوابویرن (بادن-وورتمبرگ) - بلکده (نیدرزاکسن) - بلایشاروده (تورینگن) - بلیزکاستل (زارلند) - بلمبرگ (نوردراین-وستفالن) - بلومبرگ (بادن-وورتمبرگ) - بوبینگن (بایرن) - بوبلینگین (بادن-وورتمبرگ) - بوشولت، آلمان (نوردراین-وستفالن) - بوخوم (نوردراین-وستفالن) - بوکنم (نیدرزاکسن) - بودنوردر (نیدرزاکسن) - بوگن (بایرن) - بولن (زاکسن) - بویزنبورگ/ الب (مکلنبورگ-فورپومن) - بن (نوردراین-وستفالن) - بندورف در جنگل سیاه (بادنوورتمبرگ) - بونیگهایم (بادن-وورتمبرگ) - بوپفینگن (بادن-وورتمبرگ) - بوپارد (راینلند-فالتز) - بورگنترایش (نوردراین-وستفالن) - برگهولزهاوزن (نوردراین-وستفالن) - برکن، نوردراین-وستفالن (نوردراین-وستفالن) - برکن (هسن) - برکوم (نیدرزاکسن) - برنا (زاکسن) - برنهایم (نوردراین-وستفالن) - بتتروپ (نوردراین-وستفالن) - بوکسبرگ (بادن-وورتمبرگ) - براکنهایم (بادن-وورتمبرگ) - براکه (نیدرزاکسن) - براکل، آلمان (نوردراین-وستفالن) - برامشه (نیدرزاکسن) - برندنبورگ آن در هاول (برندنبورگ) - برند-اربیسدورف (زاکسن) - برندیس، آلمان (زاکسن) - برواباخ (راینلند-فالتز) - بروانفلز (هسن) - بروانلاگه (نیدرزاکسن) - برواناینگن (بادن-وورتمبرگ) - بروانزبردا (زاکسن-آنهالت) - براونشوایگ (نیدرزاکسن) - برکرفلد (نوردراین-وستفالن) - برداشتت (اشلسویگ-هل‌اشتاین) - برایزاخ (بادن-وورتمبرگ) - برمن (ایالت برمن / هانزه‌اشتات) - برمرهافن (ایالت برمن) - برمرفورده (نیدرزاکسن) - برتن (بادن-وورتمبرگ) - برویبرگ (هسن) - بریلن (نوردراین-وستفالن) - بروتروده (تورینگن) - بروخکوبل (هسن) - بروخزال (بادن-وورتمبرگ) - بروک (برندنبورگ) - بروئل (مکلنبورگ-فورپومن) - برول (نوردراین-وستفالن) - برونزبوتل (اشلسویگ-هل‌اشتاین) - بورسو (برندنبورگ) - بوخن (بادن-وورتمبرگ) - بوشهلز در نوردهایده (نیدرزاکسن) - بوشلو (بایرن) - بوکبرگ (نیدرزاکسن) - بوکو (برندنبورگ) - بودلزدورف (اشلسویگ-هل‌اشتاین) - بودینگن (هسن) - بول (بادن-وورتمبرگ) - بونده (نوردراین-وستفالن) - بورن (نوردراین-وستفالن) - بورگ بای ماگدبورگ (زاکسن-آنهالت) - بورگوا (بایرن) - بورگبرنهایم (بایرن) - بورگدورف (نیدرزاکسن) - بورگل (تورینگن) - بورگ‌هاوزن، التوتیگ (بایرن) - بورگکون‌اشتات (بایرن) - بوگلنگنفلد (بایرن) - بورگ‌اشتت (زاکسن) - بورگ اشتارگارد (مکلنبورگ-فورپومن) - بورگودل (نیدرزاکسن) - بورلادینگن (بادن-وورتمبرگ) - بورشاید (نوردراین-وستفالن) - بوراشتت (هسن) - بوتل‌اشتت (تورینگن) - بوت‌اشتت (تورینگن) - بوتزباخ (هسن) - بوتزو (مکلنبورگ-فورپومن) - بوکستهوده (نیدرزاکسن) |

| فهرست                                               |
| --------------------------------------------------- |
| A B C D E F G H I J K L M N O P Q R S T U V W X Y Z |

## C
| | | |
| - کالوا (برندنبورگ) - کالبه (زاکسن-آنهالت) - کلاو (بادن-وورتمبرگ) - کسنروپ-روکسل (نوردراین-وستفالن) - زله (نیدرزاکسن) - چام (بایرن) - کمنیتز (زاکسن) - کلاوستال-زلرفلد (نیدرزاکسن) - کلینگن (تورینگن) | - کلوپنبورگ (نیدرزاکسن) - کوبوگ (بایرن) - کوشم (راینلند-فالتز) - کوزفلد (نوردراین-وستفالن) - کلدیتز (زاکسن) - کلن (نوردراین-وستفالن) - کسویگ (زاکسن) - کسویگ (زاکسن-آنهالت) | - کتبوس (برندنبورگ) - کریلزهایم (بادن-وورتمبرگ) - کرگلینگن (بادن-وورتمبرگ) - کرویسن (بایرن) - کرویزبرگ (تورینگن) - کریمیتشوا (زاکسن) - سریویتز (مکلنبورگ-فورپومن) - کوکسهاون (نیدرزاکسن) |

| فهرست                                               |
| --------------------------------------------------- |
| A B C D E F G H I J K L M N O P Q R S T U V W X Y Z |

## D
| | | |
| - داخائو (شهر) (بایرن) - دالن (زاکسن) - دامه/مارک (برندنبورگ) - دان (راینلند-فالتز) - دامه (نیدرزاکسن) - داننبرگ (نیدرزاکسن) - دارگون (مکلنبورگ-فورپومن) - دارمشتات (هسن) - دازل (نیدرزاکسن) - داسو (مکلنبورگ-فورپومن) - داتلن (نوردراین-وستفالن) - دیئون، آلمان (راینلند-فالتز) - دگندورف (بایرن) - دایدزهایم (راینلند-فالتز) - دلبروک (نوردراین-وستفالن) - دلیتزش (زاکسن) - دلمنهورست (نیدرزاکسن) - دمین (مکلنبورگ-فورپومن) - دسوا-رسلا (زاکسن-آنهالت) - دتمولد (نوردراین-وستفالن) - دتلباخ (بایرن) - دیبورگ (هسن) | - دیمل‌اشتات (هسن) - دیپهولز (نیدرزاکسن) - دیردورف (راینلند-فالتز) - دیتنهایم (بادن-وورتمبرگ) - دیرفورت آن در آلتمول (بایرن) - دیزنباخ (هسن) - دیز، آلمان (راینلند-فالتز) - دیلنبورگ (هسن) - دیلینگن آن در دانوب (بایرن) - دلینگن/سار (زارلند) - دینگل‌اشتت (تورینگن) - دینگولفینگ (بایرن) - دینکلزبول (بایرن) - دینکلاگه (نیدرزاکسن) - دینزلاکن (نوردراین-وستفالن) - دیپلدیزوالده (زاکسن) - دیسن بای جنگ توتبورکر (نیدرزاکسن) - دیتزینگن (بادن-وورتمبرگ) - دوبلن (زاکسن) - دوبرلوگ-کیرشهاین (برندنبورگ) - دوبرن (برندنبورگ) - دونا (زاکسن) - دومسیتز (مکلنبورگ-فورپومن) | - دومیتزش (زاکسن) - دوناشینگن (بادن-وورتمبرگ) - دوناوورث (بایرن) - دونزدورف (بادن-وورتمبرگ) - دورفن (بایرن) - دورماگن (نوردراین-وستفالن) - دمبورگ-کامبورگ (تورینگن) - دورنهان (بادن-وورتمبرگ) - دورن‌اشتتن (بادن-وورتمبرگ) - دورستن (نوردراین-وستفالن) - دورتموند (نوردراین-وستفالن) - درانزفلد (نیدرزاکسن) - دربکائو (برندنبورگ) - درای‌آیش (هسن) - درن‌اشتاینفورت (نوردراین-وستفالن) - درسدن (پایتخت زاکسن) - درولزهاگن (نوردراین-وستفالن) - دودراشتات (نیدرزاکسن) - دویسبورگ (نوردراین-وستفالن) - دولمن (نوردراین-وستفالن) - دورن (نوردراین-وستفالن) - دوسلدورف (پایتخت نوردراین-وستفالن) |

| فهرست                                               |
| --------------------------------------------------- |
| A B C D E F G H I J K L M N O P Q R S T U V W X Y Z |

## E
| | | |
| - ابلبن (تورینگن) - ابرباخ (بادن-وورتمبرگ) - ابرمان‌اشتات (بایرن) - ابرن (بایرن) - ابرزباخ آن در فیلز (بادن-وورتمبرگ) - ابرزباخ نویگرزدورف (زاکسن) - ابرزبرگ (بایرن) - ابرس والده (برندنبورگ) - اکارتسبرگ (زاکسن-آنهالت) - اکرنفورده (اشلسویگ-هل‌اشتاین) - ادنکوبن (راینلند-فالتز) - اگلن (زاکسن-آنهالت) - اگنفلدن (بایرن) - اگزین (مکلنبورگ-فورپومن) - انینگن (بادن-وورتمبرگ) - ارنفردینزدورف (زاکسن) - آیبل‌اشتات (بایرن) - آیبن‌اشتوک (زاکسن) - آیش‌استت (بایرن) - آیلنبورگ (زاکسن) - آینبک (نیدرزاکسن) - آیزناخ (تورینگن) - آیزنبرگ (تورینگن) - آیزنبرگ (راینلند-فالتز) - آیزنهوتن‌اشتات (برندنبورگ) - ایسفلد (تورینگن) - آیسلبن (زاکسن-آنهالت) | - آیسلینگن/فلیس (بادن-وورتمبرگ) - الینگن (بایرن) - الریش (تورینگن) - الوانگان (بادن-وورتمبرگ) - المزهورن (اشلسویگ-هل‌اشتاین) - الزدورف (نوردراین-وستفالن) - الزفلس (نیدرزاکسن) - الشتربرگ (زاکسن) - الشتروردا (برندنبورگ) - الشترا (زاکسن) - الترلاین (زاکسن) - التمن (بایرن) - التویله آن در راین (هسن) - التساخ (بادن-وورتمبرگ) - التسه (نیدرزاکسن) - امدن (نیدرزاکسن) - املزهاوزن (راینلند-فالتز) - امندینگن (بادن-وورتمبرگ) - امریش آن در راین (نوردارین-وستفالن) - امزدتن (نوردراین-وستفالن) - اندینگن آن در کایزراشتول (بادن-وورتمبرگ) - انگن، بادن-وورتمبرگ (بادن-وورتمبرگ) - انگر (نوردراین-وستفالن) - انیپتال (نوردراین-وستفالن) - انیگرلوه (نوردراین-وستفالن) - اپلهایم (بادن-وورتمبرگ) - اپینگن (بادن-وورتمبرگ) | - اپ‌اشتاین (هسن) - ارباخ (بادن-وورتمبرگ) - ارباخ در اودنوالد (هسن) - اربندورف (بایرن) - اردینگ (بایرن) - ارفت‌اشتات (نوردراین-وستفالن) - ارفورت (پایتخت تورینگن) - ارکلنز (نوردراین-وستفالن) - ارکنر (برندنبورگ) - ارکراث (نوردراین-وستفالن) - ارلانگن (بایرن) - ارلنباخ آم ماین (بایرن) - ارویته (نوردراین-وستفالن) - اشبورن (هسن) - اشنباخ در اوبرفالتز (بایرن) - اشرزهاوزن (نیدرزاکسن) - اشوگه (هسن) - اشوایلر (نوردراین-وستفالن) - اسنز، نیدرزاکسن (نیدرزاکسن) - اسپلکامپف (نوردراین-وستفالن) - اسن (نوردراین-وستفالن) - اسلینگن آن در نکا (بادن-وورتمبرگ) - اتنهایم (بادن-وورتمبرگ) - اتینگن (بادن-وورتمبرگ) - ائوسکیرش (نوردراین-وستفالن) - ائوتین (اشلسویگ-هل‌اشتاین) |

| فهرست                                               |
| --------------------------------------------------- |
| A B C D E F G H I J K L M N O P Q R S T U V W X Y Z |

## F
| | | |
| - فالکنبرگ/الشتر (برندنبورگ) - فالکنزی (برندنبورگ) - فالکن‌اشتاین/هارز (زاکسن-آنهالت) - فالکن‌اشتاین/وگتل. (زاکسن) - فهمارن (اشلسویگ-هل‌اشتاین) - فلباخ (بادن-وورتمبرگ) - فلسبرگ (هسن) - فویشتوانگن (بایرن) - فیلدراشتات (بادن-وورتمبرگ) - فینستروالده (برندنبورگ) - فلادونگ (بایرن) - فلنسبورگ (اشلسویگ-هل‌اشتاین) - فلوها (زاکسن) - فلورزهایم آم ماین (هسن) - فلوراشتات (هسن) - فورشهایم (بایرن) - فورشتنبورگ (بادن-وورتمبرگ) - فرست (برندنبورگ) - فرانکناو (هسن) - فرانکنبرگ (هسن) - فرانکنبرگ، زاکسن (زاکسن) - فراکنتال (راینلند-فالتز) - فرانکفورت آم ماین (هسن) | - فرانکفورت (برندنبورگ) - فرانتسبورگ (مکلنبورگ-فورپومن) - فراون‌اشتاین (زاکسن) - فرشن (نوردراین-وستفالن) - فرایبرگ آن در نکا (بادن-وورتمبرگ) - فرایبرگ (زاکسن) - فرایبورگ (بادن-وورتمبرگ) - فرایلایسنگ (بایرن) - فراینزهایم (راینلند-فالتز) - فرایزنگ (بایرن) - فرایتال (زاکسن) - فررن (نیدرزاکسن) - فرویدنبرگ آم ماین (بادن-وورتمبرگ) - فرویدن‌برگ (نوردراین-وستفالن) - فرویدن‌اشتات (بادن-وورتمبرگ) - فریبورگ (زاکسن-آنهالت) - فری‌اشتات (بایرن) - فریونگ، بایرن (بایرن) - فریدینگن آن در دانوب (بادن-وورتمبرگ) - فریدبرگ، بایرن (بایرن) - فریدبرگ، هسن (هسن) | - فریدلند، مکلنبورگ (مکلنبورگ-فورپومن) - فریدلند (برندنبورگ) - بریریشرودا (تورینگن) - فریدریشزدورف (هسن) - فریدریش‌هافن (بادن-وورتمبرگ) - فریدریش‌اشتات (اشلسویگ-هل‌اشتاین) - فریدریشتال (زارلند) - فریزاک (برندنبورگ) - فریزویته (نیدرزاکسن) - فریتزلار (هسن) - فرهبورگ (زاکسن) - فروندنبرگ (نوردراین-وستفالن) - فولدا (هسن) - فورستناو، آلمان (نیدرزاکسن) - فورستنبرگ/هاول (برندنبورگ) - فورستنفلدبروک (بایرن) - فورستنوالده (برندنبورگ) - فورت (بایرن) - فورت ایم والد (بایرن) - فورت‌وانگن (بادن-وورتمبرگ) - فوسن (بایرن) |

| فهرست                                               |
| --------------------------------------------------- |
| A B C D E F G H I J K L M N O P Q R S T U V W X Y Z |

## G
| | | |
| - گادبوش (مکلنبورگ-فورپومن) - گاگناو (بادن-وورتمبرگ) - گایلدورف (بادن-وورتمبرگ) - گامرتینگن (بادن-وورتمبرگ) - گاربزن (نیدرزاکسن) - گارشینگ بای مونیخ (بایرن) - گراده‌لگن (زاکسن-آنهالت) - گرادینگ (اشلسویگ-هل‌اشتاین) - گارتس (برندنبورگ) - گارتس/روگن (مکلنبورگ-فورپومن) - گاو-آلگسهایم (راینلند-فالتز) - گبزی (تورینگن) - گدرن (هسن) - گیزتاخت (اشلسویگ-هل‌اشتاین) - گفر کنار اشلایتس (تورینگن) - گفرس (بایرن) - گردن (نیدرزاکسن) - گرن (تورینگن) - گایلن‌کیرشن (نوردراین-وستفالن) - گایزا (تورینگن) - گایزلهورینگ (بایرن) - گایزنفلد (بایرن) - گایزنهایم (هسن) - گازینگن (بادن-وورتمبرگ) - گایزلینگن (بادن-وورتمبرگ) - گایزلینگن آن در اشتایگه (بادن-وورتمبرگ) - گایتهاین (زاکسن) - گلدرن (نوردراین-وستفالن) - گلن‌هاوزن (هسن) - گلزن‌کیرشن (نوردراین-وستفالن) - گموندن آم ماین (بایرن) - گموندن (هسن) - گنگنباخ (بادن-وورتمبرگ) - گنتین (زاکسن-آنهالت) - جورجزمارینهوته (نیدرزاکسن) - گرا (تورینگن) - گرابرون (بادن-وورتمبرگ) - گرب‌اشتت (زاکسن-آنهالت) - گرتزرید (بایرن) - گرینگزوالده (زاکسن) - گرلینگن (بادن-وورتمبرگ) - گرمرینگ (بایرن) - گرمرزهایم (راینلند-فالتز) | - گرنزباخ (بادن-وورتمبرگ) - گرنزهایم (هسن) - گرول‌اشتاین (راینلند-فالتز) - گرولزهوفن (بایرن) - گرسفلد (هسن) - گرشتهوفن (بایرن) - گشر (نوردراین-وستفالن) - گسکه (نوردراین-وستفالن) - گفلسبرگ (نوردراین-وستفالن) - گیر (زاکسن) - گینگن آن در برنتس (بادن-وورتمبرگ) - گیسن (هسن) - گیفهورن (نیدرزاکسن) - گلادبک (نوردراین-وستفالن) - گلدنباخ (هسن) - گلسهوته (زاکسن) - گلاوشاو (زاکسن) - گلینده (اشلسویگ-هل‌اشتاین) - گلوکسبورگ (اشلسویگ-هل‌اشتاین) - گلوک‌اشتات (اشلسویگ-هل‌اشتاین) - گنوین (مکلنبورگ-فورپومن) - گخ (نوردراین-وستفالن) - گلدبرگ (مکلنبورگ-فورپومن) - گلدکروناخ (بایرن) - گلسن (برندنبورگ) - گمرن (زاکسن-آنهالت) - گوپینگن (بادن-وورتمبرگ) - گرلیتز (زاکسن) - گوزلار (نیدرزاکسن) - گوشنیتز (تورینگن) - گوتا (تورینگن) - گوتینگن (نیدرزاکسن) - گرابو (مکلنبورگ-فورپومن) - گرفناو، بایرن (بایرن) - گرفنبرگ، بایرن (بایرن) - گرفنهاینیشن (زاکسن-آنهالت) - گرفنتال (تورینگن) - گرافنور (بایرن) - گرافینگ بای مونیخ (بایرن) - گرانزی (برندنبورگ) - گربناو (هسن) - گربن‌اشتاین (هسن) - گردینگ (بایرن)´ | - گرایفسوالد (مکلنبورگ-فورپومن / هانزه‌اشتات) - گرایتس (تورینگن) - گرویسن (تورینگن) - گرفن (نوردراین-وستفالن) - گرفنبرویش (نوردراین-وستفالن) - گرفسمولن (مکلنبورگ-فورپومن) - گریزهایم (هسن) - گریما (زاکسن) - گریمن (مکلنبورگ-فورپومن) - گرودیتس (زاکسن) - گرویتسش (زاکسن) - گروناو، نیدرزاکسن (نیدرزاکسن) - گروناو، نوردراین-وستفالن (نوردراین-وستفالن) - گریننگن (زاکسن-آنهالت) - گرس‌المروده (هسن) - گرس-بیبراو (هسن) - گرسبوتوار (بادن-وورتمبرگ) - گرسبرایتنباخ (تورینگن) - گرسن‌اریش (تورینگن) - گرشنهاین (زاکسن) - گرس-گراو (هسن) - گرسرشن (برندنبورگ) - گرسروردورف (زاکسن) - گرسشیرما (زاکسن) - گرس-اوم‌اشتات (هسن) - گرونبرگ، هسن (هسن) - گرونهاین-بایرزفلد (زاکسن) - گرونزفلد (بادن-وورتمبرگ) - گرون‌اشتات (راینلند-فالتز) - گوبن (برندنبورگ) - گودنزبرگ (هسن) - گوگلینگن (بادن-وورتمبرگ) - گومرزباخ (نوردراین-وستفالن) - گمودلزفینگن آن در دانوب (بایرن) - گوندلزهایم، بادن-وورتمبرگ (بادن-وورتمبرگ) - گونزبورگ (بایرن) - گونتسن‌هاوزن (بایرن) - گوشتن (زاکسن-آنهالت) - گوتزرو (مکلنبورگ-فورپومن) - گوترزلوه (نوردراین-وستفالن) - گوتسکو (مکلنبورگ-فورپومن) |

| فهرست                                               |
| --------------------------------------------------- |
| A B C D E F G H I J K L M N O P Q R S T U V W X Y Z |

## H
| | | |
| - هان (نوردراین-وستفالن) - هاشنبورگ (راینلند-فالتز) - هادامار (هسن) - هاگن (نوردراین-وستفالن) - هاگنباخ (راینلند-فالتز) - هاگنباخ (مکلنبورگ-فورپومن) - هایگر (هسن) - هایگرلخ (بادن-وورتمبرگ) - هانیشن (زاکسن) - هایترزباخ (بادن-وورتمبرگ) - هالبراشتات (زاکسن-آنهالت) - هالدنسلبن (زاکسن-آنهالت) - هاله (زاکسن-آنهالت) - هاله، نوردراین-وستفالن (نوردراین-وستفالن) - هالنبرگ (نوردراین-وستفالن) - هال‌اشتات، بایرن (بایرن) - هالتر آم زی (نوردراین-وستفالن) - هالفر (نوردراین-وستفالن) - هامبورگ (هامبورگ) - هاملن (نیدرزاکسن) - هام (نوردراین-وستفالن) - هاملبورگ (بایرن) - هامینکلن (نوردراین-وستفالن) - هاناو (هسن) - هان. موندن (نیدرزاکسن) - هانوور (پایتخت نیدرزاکسن) - هابورگ، بایرن (بایرن) - هاردگسن (نیدرزاکسن) - هارن (نیدرزاکسن) - هارزه‌وینکل (نوردراین-وستفالن) - هارتن‌اشتاین (زاکسن) - هراتا (زاکسن) - هارتسگروده (زاکسن-آنهالت) - هازلونه (نیدرزاکسن) - هازلاخ (بادن-وورتمبرگ) - هاسفورت (بایرن) - هارتسهایم آم ماین (هسن) - هاتینگن (نوردراین-وستفالن) - هاتسفلد (هسن) - هاوزاخ (بادن-وورتمبرگ) - هاوتسبرگ (بایرن) - هاولبرگ (زاکسن-آنهالت) - هاولزی (برندنبورگ) - هاینیگن (بادن-وورتمبرگ) - هشینگن (بادن-وورتمبرگ) - هکلینگن (زاکسن-آنهالت) - هایده (اشلسویگ-هل‌اشتاین) - هایدک (بایرن) - هایدلبرگ (بادن-وورتمبرگ) | - هایدهناو (زاکسن) - هایدنهایم آن در برنتس (بادن-وورتمبرگ) - هایلباد هایلیگن‌اشتات (تورینگن) - هایلبرون (بادن-وورتمبرگ) - هایلیگن‌هافن (اشلسویگ-هل‌اشتاین) - هایلیگن‌هاوس (نوردراین-وستفالن) - هایلزبرون (بایرن) - هایمباخ (نوردراین-وستفالن) - هایمزهایم (بادن-وورتمبرگ) - هاینزبرگ (نوردراین-وستفالن) - هایترزهایم (بادن-وورتمبرگ) - هلدرونگن (تورینگن) - هلمرشتز (بایرن) - هلم‌اشتات (نیدرزاکسن) - هماو (بایرن) - همر (نوردراین-وستفالن) - همینگن (نیدرزاکسن) - هموور (نیدرزاکسن) - همزباخ (بادن-وورتمبرگ) - هنف (نوردراین-وستفالن) - هنینگزدورف (برندنبورگ) - هپنهایم (هسن) - هربولزهایم (بادن-وورتمبرگ) - هربورن (هسن) - هربرشتینگن (بادن-وورتمبرگ) - هرب‌اشتاین (هسن) - هردکه (نوردراین-وستفالن) - هردورف (راینلند-فالتز) - هرفورد (آلمان) (نوردراین-وستفالن) - هرینگن/هلمه (تورینگن) - هرینگن (هسن) - هرمزکایل (راینلند-فالتز) - هرمزدورف (تورینگن) - هرن (نوردراین-وستفالن) - هرنبرگ (بادن-وورتمبرگ) - هریدن (بایرن) - هرنهوت (زاکسن) - هرزبروک (بایرن) - هرتن (نوردراین-وستفالن) - هرتسبرگ آم ماین (نیدرزاکسن) - هرتسبرگ (برندنبورگ) - هرتسوگن‌آوراخ (بایرن) - هرزوگنراس (نوردراین-وستفالن) - هسیش لیشتناو (هسن) - هسیش الدندورف (نیدرزاکسن) - هتینگن (بادن-وورتمبرگ) - هت‌اشتت (زاکسن-آنهالت) - هویباخ (بادن-وورتمبرگ) - هویزن‌اشتام (هسن) | - هیلشنباخ (نوردراین-وستفالن) - هیلدبورگ‌هاوزن (تورینگن) - هیلدن (نوردراین-وستفالن) - هیلدسهایم (نیدرزاکسن) - هیلسهایم (راینلند-فالتز) - هیلپولت‌اشتاین (بایرن) - هیرشاو (بایرن) - هیرشبرگ (تورینگن) - هیرشهورن (هسن) - هیتس‌آکر (نیدرزاکسن) - هخهایم ام ماین (هسن) - هواشتات ان در آیش (بایرن) - هواشتات ان در دانوب (بایرن) - هوکنهایم (بادن-وورتمبرگ) - هوف، آلمان (بایرن) - هوفگایزمار (هسن) - هوفهایم ام تانوس (هسن) - هوفهایم، بایرن (بایرن) - هوهنبرگ ان در اگر (بایرن) - هوهنلویبن (تورینگن) - هوهنمولزن (زاکسن-آنهالت) - هوهن نویندورف (برندنبورگ) - هوهن‌اشتاین-ارنشتال (زاکسن) - هون‌اشتاین (زاکسن) - هوهر-گرنزهاوزن (راینلند-فالتز) - هولفلد (بایرن) - هولزگرلینگن (بادن-وورتمبرگ) - هولزمیندن (نیدرزاکسن) - همبرگ (هسن) - همبورگ (هسن) - همبورگ (زارلند) - هرب ام نکا (بادن-وورتمبرگ) - هورنباخ (راینلند-فالتز) - هورن-باد ماینبرگ (نوردارین-وستفالن) - هورنبرگ (بادن-وورتمبرگ) - هورنبرگ (نیدرزاکسن) - هورستل (نوردراین-وستفالن) - هورستمار (نوردراین-وستفالن) - هوکستر (نوردراین-وستفالن) - هویا، آلمان (نیدرزاکسن) - خویرزوردا (زاکسن) - هوکلهوفن (نوردراین-وستفالن) - هوکسواگن (نوردراین-وستفالن) - هوفینگن (بادن-وورتمبرگ) - هونفلد (هسن) - هونگن (هسن) - هورث (نوردراین-وستفالن) - هوزوم (اشلسویگ-هل‌اشتاین) |

| فهرست                                               |
| --------------------------------------------------- |
| A B C D E F G H I J K L M N O P Q R S T U V W X Y Z |

## I
| | | |
| - ایننبورنن (نوردراین-وستفالن) - ایشن‌هاوزن (بایرن) - ایدار-اوبراشتاین (راینلند-فالتز) - ایداشتاین (هسن) - ایلرتیسن (بایرن) - ایلمناو (تورینگن) | - ایلزنبرگ (زاکسن-آنهالت) - ایلزهوفن (بادن-وورتمبرگ) - ایمنهاوزن (هسن) - ایمن‌اشتات ایم آلگاو (بایرن) - اینگلفینگل (بادن-وورتمبرگ) - اینگلهایم آم راین (راینلند-فالتز) | - اینگولشتات (بایرن) - ایپهوفن (بایرن) - ایزلون (نوردراین-وستفالن) - ایزنی ام آلگا (بادن-وورتمبرگ) - ایزلبورگ (نوردراین-وستفالن) - اتسهوهه (اشلسویگ-هل‌اشتاین) |

| فهرست                                               |
| --------------------------------------------------- |
| A B C D E F G H I J K L M N O P Q R S T U V W X Y Z |

## J
|                                                                                        |                                                                       |                                                                      |
| - یارمن (مکلنبورگ-فورپومن) - ینا (تورینگن) - یریشو (زاکسن-آنهالت) - یسن (زاکسن-آنهالت) | - یفر (نیدرزاکسن) - یواخیمزتال (برندنبورگ) - یوهانگیورگن‌اشتات (زاکسن) | - یون‌اشتات (زاکسن) - یولیش (نوردراین-وستفالن) - یوتربورگ (برندنبورگ) |

| فهرست                                               |
| --------------------------------------------------- |
| A B C D E F G H I J K L M N O P Q R S T U V W X Y Z |

## K
| | | |
| - کارست (نوردراین-وستفالن) - کالا، تورینگن (تورینگن) - کایزرزکس (راینلند-فالتز) - کایزرسلاوترن (راینلند-فالتز) - کالبه (زاکسن-آنهالت) - کالکار (نوردراین-وستفالن) - کالتن‌کیرشه (اشلسویگ-هل‌اشتاین) - کالتن‌نوردهایم (تورینگن) - کامن (نوردراین-وستفالن) - کامنتس (زاکسن) - کمپ-لینتفورت (نوردراین-وستفالن) - کاندل (راینلند-فالتز) - کاندرن (بادن-وورتمبرگ) - کاپلن (اشلسویگ-هل‌اشتاین) - کاربن (هسن) - کارلسروهه (بادن-وورتمبرگ) - کارل‌اشتات آم ماین (بایرن) - کاسل (هسن) - کاستلوان (راینلند-فالتز) - کتسن‌البوگتن (راینلند-فالتز) - کواب (راینلند-فالتز) - کاوفبویرن (بایرن) - کل، بادن-وورتمیرگ (بادن-وورتمبرگ) - کلبرا (زاکسن-آنهالت) - کلهایم (بایرن) - کلکهایم (هسن) - کلینگهوسن (اشلسویگ-هل‌اشتاین) - کلشترباخ (هسن) - کمبرگ (زاکسن-آنهالت) - کمناث (بایرن) - کمپن، آلمان (نوردراین-وستفالن) - کمپتن ایم آلتگاو (بایرن) - کنتسینگن (بادن-وورتمبرگ) - کرپن (نوردراین-وستفالن) | - کتسین/هاول (برندنبورگ) - کولائر (نوردراین-وستفالن) - کیل (پایتخت اشلسویگ-هل‌اشتاین) - کیراشپی (نوردراین-وستفالن) - کیندلبروک (تورینگن) - کیرشبرگ (زاکسن) - کیرشبرگ ان در یاگست (بادن-وورتمبرگ) - کیرشبرگ (راینلند-فالتز) - کیرشن (راینلند-فالتز) - کیرشنلامیتز (بایرن) - کیرشهاین (هسن) - کیرشهایمبولاندن (راینلند-فالتز) - کیرشهایم اونتر تک (بادن-وورتمبرگ) - کیرن (راینلند-فالتز) - کیرتورف (هسن) - کیتسینگن (بایرن) - کیتسشر (زاکسن) - کلوه (نوردراین-وستفالن) - کلینگنبرگ آم ماین (بایرن) - کلینگلتال (زاکسن) - کلوتزه (زاکسن-آنهالت) - کلوتز (مکلنبورگ-فورپومن) - کنیتلینگن (بادن-وورتمبرگ) - کوبلنتس (راینلند-فالتز) - کرن-زالیس (زاکسن) - کلبرمور (بایرن) - کلدا (تورینگن) - کونیگزبرگ، بایرن (بایرن) - کونیگزبروک (زاکسن) - کونیگزبرون (بایرن) - کونیگزی (تورینگن) - کونیگزلوتر (نیدرزاکسن) - کونیگ‌اشتاین ایم تاونوس (هسن) | - کونیگ‌اشتاین (زاکسن) - کونیگزوینتر (نوردراین-وستفالن) - کونیگز ووسترهاوزن (برندنبورگ) - کونرن (زاکسن-آنهالت) - کنستانتس (بادن-وورتمبرگ) - کتز (راینلند-فالتز) - کورباخ (هسن) - کزنتال-مونشینگن (بادن-وورتمبرگ) - کرونوستهایم (بادن-وورتمبرگ) - کرشنبرویش (نوردراین-وستفالن) - کوتن (زاکسن-آنهالت) - کرایشتال (بادن-وورتمبرگ) - کراکو آم زی (مکلنبورگ-فورپومن) - کرانیشفلد (تورینگن) - کرواتهایم (بادن-وورتمبرگ) - کرفلد (نوردراین-وستفالن) - کرمن (برندنبورگ) - کرپه (اشلسویگ-هل‌اشتاین) - کرویزتال (نوردراین-وستفالن) - کروناخ (بایرن) - کرونبرگ ایم تانوس (هسن) - کروپلینگ (مکلنبورگ-فورپومن) - کرپن‌اشتت (زاکسن-آنهالت) - کرومباخ (بایرن) - کولونگزبورن (مکلنبورگ-فورپومن) - کولمباخ (بایرن) - کولزهایم (بادن-وورتمبرگ) - کونتسالو (بادن-وورتمبرگ) - کوبفربرگ (بایرن) - کوپنهایم (بادن-وورتمبرگ) - کوزل (راینلند-فالتز) - کیلبورگ (راینلند-فالتز) - کیریتز (برندنبورگ) |

| فهرست                                               |
| --------------------------------------------------- |
| A B C D E F G H I J K L M N O P Q R S T U V W X Y Z |

## L
| | | |
| - لاگه (مکلنبورگ-فورپومن) - لاتسن (نیدرزاکسن) - لادنبورگ (بادن-وورتمبرگ) - لاگه، نوردراین-وستفالن (نوردراین-وستفالن) - لان‌اشتاین (راینلند-فالتز) - لار، بادن-وورتمبرگ (بادن-وورتمبرگ) - لایشنگن (بادن-وورتمبرگ) - لامبرشت (راینلند-فالتز) - لامپرتهایم (هسن) - لانداو ان در ایسا (بایرن) - لانداو این در فالتز (راینلند-فالتز) - لندزبرگ آم لش (بایرن) - لندزبرگ، زاکسن-آنهالت (زاکسن-آنهالت) - لندشوت (بایرن) - لنداشتول (راینلند-فالتز) - لانگلزهایم (نیدرزاکسن) - لانگن (نیدرزاکسن) - لانگن (هسن) - لانگناو (بادن-وورتمبرگ) - لانگنبورگ (بادن-وورتمبرگ) - لانگنفلد (نوردارین-وستفالن) - لانگنهاگن (نیدرزاکسن) - لانگنزلبولد (هسن) - لانگتسن (بایرن) - لانگویزن (تورینگن) - لازان، آلمان (مکلنبورگ-فورپومن) - لاوباخ (هسن) - لاوخا آن در اوتراشتوت (زاکسن-آنهالت) - لاوخهمر (برندنبورگ) - لاخهایم (بادن-وورتمبرگ) - لاودا-کونیگزهوفن (بادن-وورتمبرگ) - لاونبورگ (اشلسویگ-هل‌اشتاین) - لاوف آن در پگنیتز (بایرن) - لاوفن، آلمان (بایرن) - لاوفنبورگ، آلمان (بادن-وورتمبرگ) - لاوفن آم نکا (بادن-وورتمبرگ) - لاوینگن (بایرن) - لاوپهایم (بادن-وورتمبرگ) - لاوشا (تورینگن) - لاوتا (زاکسن) - لاوتر/زاکسن (زاکسن) - لاوترباخ (هسن) - لاوتراکن (راینلند-فالتز) - لاوتراشتاین (بادن-وورتمبرگ) - لباخ (زارلند) - لبوس (برندنبورگ) | - لر، نیدرزاکسن (نیدرزاکسن) - لشتن (تورینگن) - لرته (نیدرزاکسن) - لایشلینگن (نوردارین-وستفالن) - لایمن (بادن-وورتمبرگ) - لایننفلده-وربیس (تورینگن) - لاینفلدن-اشتردینگن (بادن-وورتمبرگ) - لایپهایم (بایرن) - لایپزیگ (زاکسن) - لایزنیگ (زاکسن) - لمگو (نوردراین-وستفالن) - لنگفلد (زاکسن) - لنگنفلد (زاکسن) - لنگریش، وستفالن (نوردراین-وستفالن) - لنه‌اشتات (نوردراین-وستفالن) - لنتسن (برندنبورگ) - لئونبرگ (بادن-وورتمبرگ) - لوین (هسن) - لوینا (زاکسن-آنهالت) - لویتنبرگ (تورینگن) - لویترزهاوزن (بایرن) - لویتکیرش ایم آلگاو (بادن-وورتمبرگ) - لورکوزن (نوردراین-وستفالن) - لیش (هسن) - لیشتانو (بادن-وورتمبرگ) - لیشتناو (نوردراین-وستفالن) - لیشتنبرگ (بایرن) - لیشتنفلز، بایرن (بایرن) - لیشتنفلز، هسن (هسن) - لیشتن‌اشتاین/زاکسن (زاکسن) - لیبناو، هسن (هسن) - لیبنوالده (برندنبورگ) - لیبروزه (برندنبورگ) - لیب‌اشتات (زاکسن) - لیمباخ-اوبرفرونا (زاکسن) - لیمبورگ آن در لان (هسن) - لینداو (بایرن) - لیندن (هسن) - لیندنبرگ ایم آلگوی (بایرن) - لیندنفلز (هسن) - لیندو (برندنبورگ) - لینگن (نیدرزاکسن) - لینیش (نوردراین-وستفالن) - لینتس آم راین (راینلند-فالتز) | - لیپ‌اشتات (نوردراین-وستفالن) - لوبا (زاکسن) - لبیون-وتین (زاکسن-آنهالت) - لوفینگن (بادن-وورتمبرگ) - لمار (نوردراین-وستفالن) - لنه، آلمان (نیدرزاکسن) - لونه، نوردراین-وستفالن (نوردراین-وستفالن) - لر آم ماین (بایرن) - لویتس (مکلنبورگ-فورپومن) - للار (هسن) - لماتسش (زاکسن) - لوننینگ (نیدرزاکسن) - لرش (بادن-وورتمبرگ) - لرش (هسن) - لراخ (بادن-وورتمبرگ) - لرش (هسن) - لوسنیتس (زاکسن) - لوون‌اشتاین (بادن-وورتمبرگ) - لوبکه (نوردراین-وستفالن) - لوبن (برندنبورگ) - لوبناو (برندنبورگ) - لوبک (اشلسویگ-هل‌اشتاین / هانزه‌اشتات) - لوبتین (مکلنبورگ-فورپومن) - لوبتس (مکلنبورگ-فورپومن) - لوشو (نیدرزاکسن) - لوکا (تورینگن) - لوکاو (برندنبورگ) - لوکنوالده (برندنبورگ) - لودن‌شاید (نوردراین-وستفالن) - لودینگ‌هاوزن (نوردراین-وستفالن) - لودویگزوبورگ (بادن-وورتمبرگ) - لودویگزفلده (برندنبورگ) - لودویگسهافن (راینلند-فالتز) - لودویگزلوست (مکلنبورگ-فورپومن) - لودویگزاشتات (بایرن) - لاگاو/ارتزگبیرگه (زاکسن) - لوجه (نوردراین-وستفالن) - لونبورگ (نیدرزاکسن) - لونن (نوردراین-وستفالن) - لونتسناو (زاکسن) - لوتینبورگ (اشلسویگ-هل‌اشتاین) - لوتسن (زاکسن-آنهالت) - لینچن (برندنبورگ) |

| فهرست                                               |
| --------------------------------------------------- |
| A B C D E F G H I J K L M N O P Q R S T U V W X Y Z |

## M
| | | |
| - ماگدالا، آلمان (تورینگن) - ماگدبورگ (زاکسن-آنهالت) - مالبرگ (بادن-وورتمبرگ) - ماینبرنهایم (بایرن) - ماینبورگ (بایرن) - ماینتال (هسن) - ماینتس (پایتخت راینلند-فالتز) - مالچین (مکلنبورگ-فورپومن) - مالچو (مکلنبورگ-فورپومن) - مانهایم (بادن-وورتمبرگ) - ماندشاید، برنکاستل-ویتلیش (راینلند-فالتز) - مانزفیلد (زاکسن-آنهالت) - مارباخ آم نکا (بادن-وورتمبرگ) - ماربورگ (هسن) - مارینبرگ (زاکسن) - مارین‌مونستر (نوردراین-وستفالن) - مارکدورف (بادن-وورتمبرگ) - مارک‌گرونینگن (بادن-وورتمبرگ) - مرکیش بوخهولز (برندنبورگ) - مارک‌کلیبرگ (زاکسن) - مارک‌نویکیرشن (زاکسن) - مارک‌ران‌اشتت (زاکسن) - مارکت‌برایت (بایرن) - مارکت‌هایدنفلد (بایرن) - مارکت‌لویتن (بایرن) - مارکت‌اوبردورف (بایرن) - مارک‌ردویتس (بایرن) - مارک‌اشتفل (بایرن) - مارل، آلمان (نوردراین-وستفالن) - مارلو، آلمان (مکلنبورگ-فورپومن) - مارنه (اشلسویگ-هل‌اشتاین) - مرسبورگ (نوردراین-وستفالن) - ماولبرون (بادن-وورتمبرگ) - مکسهوته-هایدهوف (بایرن) - ماین، (راینلند-فالتز) - مشرنیش (نوردراین-وستفالن) - مکنهایم (نوردراین-وستفالن) - مدباخ (نوردراین-وستفالن) | - میرانه (زاکسن) - میربوش (نوردراین-وستفالن) - میرزبورگ (بادن-وورتمبرگ) - ماینرتس‌هاگن (نوردراین-وستفالن) - ماینینگن (تورینگن) - مایزنهایم (راینلند-فالتز) - مایسن (زاکسن) - ملدورف (اشلسویگ-هل‌اشتاین) - مله، آلمان (نیدرزاکسن) - ملریش‌اشتات (بایرن) - ملزونگن (هسن) - ممینگن (بایرن) - مندن (نوردراین-وستفالن) - مندیگ (راینلند-فالتز) - منگن، آلمان (بادن-وورتمبرگ) - مپن (نیدرزاکسن) - مرکندورف (بایرن) - مرسبورگ (زاکسن-آنهالت) - مرتسیگ (زارلند) - مشده (نوردراین-وستفالن) - مسکیرش (بادن-وورتمبرگ) - مس‌اشتتن (بادن-وورتمبرگ) - متمان (نوردراین-وستفالن) - متسینگن (بادن-وورتمبرگ) - مویزلویتس (تورینگن) - مینبورگ (برندنبورگ) - میشل‌اشتات (هسن) - میزباخ (بایرن) - میلتنبرگ (بایرن) - میندلهایم (بایرن) - میندن (نوردراین-وستفالن) - میرو (مکلنبورگ-فورپومن) - میتنوالده (برندنبورگ) - میترتایش (بایرن) - میتوایدا (زاکسن) - موکرن (زاکسن-آنهالت) - موکمول (بادن-وورتمبرگ) - مئرس (نوردراین-وستفالن) | - مولن (اشلسویگ-هل‌اشتاین) - مونشن‌گلادباخ (نوردراین-وستفالن) - منهایم آم راین (نوردراین-وستفالن) - منهایم (بایرن) - منشاو (نوردراین-وستفالن) - منتابور (راینلند-فالتز) - موسبورگ (بایرن) - مورفلدن-والدورف (هسن) - مرینگن (نیدرزاکسن) - مسباخ (بادن-وورتمبرگ) - موسینگن (بادن-وورتمبرگ) - موشلن (زاکسن-آنهالت) - موگلن (زاکسن) - مول‌آکر (بادن-وورتمبرگ) - مولبرگ (برندنبورگ) - مولدورف (بایرن) - مولهاوزن (تورینگن) - مولهایم آم ماین (هسن) - کولهایم آن در دانوب (بادن-وورتمبرگ) - مولتروف (زاکسن) - مولهایم آن در رور (نوردراین-وستفالن) - مولهایم-کرلیش (راینلند-فالتز) - مولهایم (بادن-وورتمبرگ) - مولروزه (برندنبورگ) - مونشبرگ (بایرن) - مونشنبرگ (برندنبورگ) - مونشنبرنزدورف (تورینگن) - موندرکینگن (بادن-وورتمبرگ) - مونیخ (پایتخت بایرن) - مونراشتات (بایرن) - مونزینگن (بادن-وورتمبرگ) - مونستر، نیدرزاکسن (نیدزاکسن) - مونستر (نوردراین-وستفالن) - مونسترمایفلد (راینلند-فالتز) - مونتسنبرگ (هسن) - موهاردت (بادن-وورتمبرگ) - موتسشن (زاکسن) - مایلو (زاکسن) |

| فهرست                                               |
| --------------------------------------------------- |
| A B C D E F G H I J K L M N O P Q R S T U V W X Y Z |

## N
| | | |
| - نابورگ (بایرن) - ناگلد (بادن-وورتمبرگ) - نایلا (بایرن) - ناسااو (راینلند-فالتز) - نااشتتن (راینلند-فالتز) - ناین (برندنبورگ) - ناومبورگ (هسن) - ناومبورگ (زاکسن-آنهالت) - ناونهوف (زاکسن) - مبری (زاکسن-آنهالت) - نکابیشفزهایم (بادن-وورتمبرگ) - نکاگموند (بادن-وورتمبرگ) - نکااشتاینناخ (هسن) - نکازاولم (بادن-وورتمبرگ) - نرزهایم (بادن-وورتمبرگ) - نتفن (نوردراین-وستفالن) - نتتال (نوردراین-وستفالن) - نتسشکاو (زاکسن) - نوی-آن‌اشپاخ (هسن) - نویبرندنبورگ (مکلنبورگ-فورپومن) - نویبوکو (مکلنبورگ-فورپومن) - نویبولاخ (بادن-وورتمبرگ) - نویبورگ آن در دانوب (بایرن) - نویدناو (بادن-وورتمبرگ) - نوینبورگ (بادن-وورتمبرگ) - نوینبورگ آم راین (بادن-وورتمبرگ) - نوین‌هاوس (نیدرزاکسن) - نوینراده (نوردراین-وستفالن) - نوین‌اشتات آم کوشر (بادن-وورتمبرگ) - نوین‌اشتاین (بادن-وورتمبرگ) - نویربورگ (راینلند-فالتز) - نویفن (بادن-وورتمبرگ) | - نویهاوس آم رن‌وگ (تورینگن) - نیو-آیزنبورگ (هسن) - نویکالن (مکلنبورگ-فورپومن) - نویکیرشن (هسن) - نویکیرشن-ولوین (نوردراین-وستفالن) - نویکلوستر (مکلنبورگ-فورپومن) - نویمارک بای وایمار (تورینگن) - نویمارکت این در اوبرفالتز (بایرن) - نویمارک-زنکت فایت (بایرن) - نوی‌مونستر (اشلسویگ-هل‌اشتاین) - نوینبورگ فرم والد (بایرن) - نویکیرشن (زارلند) - نویاوتینگ (بایرن) - نویروپین (برندنبورگ) - نویزالسا-اشپرمبرگ (زاکسن) - نویزس (بایرن) - نویس (نوردراین-وستفالن) - نوی‌اشتات آن در آیش (بایرن) - نوی‌اشتات آن در دانوب (بایرن) - نوی‌اشتات آن در والدناب (بایرن) - نوی‌اشتات آم کولم (بایرن) - نوی‌اشتات آم روبنبرگه (نیدرزاکسن) - نوی‌اشتات آن در ارلا (تورینگن) - نوی‌اشتات آن در واین‌اشترایه (راینلند-فالتز) - نوی‌اشتات بای کبورگ (بایرن) - نوی‌اشتات (برندنبورگ) - نوی‌اشتات-گلوه (مکلنبورگ-فورپومن) - نوی‌اشتات (هسن) - نوی‌اشتات این هل‌اشتاین (اشلسویگ-هل‌اشتاین) - نوی‌اشتات این راکسن (زاکسن) - نوی‌اشترلیتز (مکلنبورگ-فورپومن) | - نویتراوبلینگ (بایرن) - نوی-اولم (بایرن) - نویوید (راینلند-فالتز) - نیدا، هسن (هسن) - نیداتال (هسن) - نیدراو (هسن) - نیدگن (نوردراین-وستفالن) - نیبول (اشلسویگ-هل‌اشتاین) - نیدن‌اشتاین (هسن) - نیدرکاسل (نوردراین-وستفالن) - نیدرنهال (بادن-وورتمبرگ) - نیدر-الم (راینلند-فالتز) - نیدراشتتن (بادن-وورتمبرگ) - نیدرزتوتسنگن (بادن-وورتمبرگ) - نیهایم (نوردراین-وستفالن) - نیمگک (برندنبورگ) - نینبورگ (زاکسن-آنهالت) - نینبورگ (نیدرزاکسن) - نیزکی (زاکسن) - نیتناو (بایرن) - نوردن (نیدرزاکسن) - نوردنهایم (نیدرزاکسن) - نردرنی (نیدرزاکسن) - نردراشتت (اشلسویگ-هل‌اشتاین) - نوردهاوزن (تورینگن) - نوردهورن (نیدرزاکسن) - نوردلینگن (بایرن) - نرتهایم (نیدرزاکسن) - نرتروف (اشلسویگ-هل‌اشتاین) - نزن (زاکسن) - نورنبرگ (بایرن) - نورتینگن (بادن-وورتمبرگ) |

| فهرست                                               |
| --------------------------------------------------- |
| A B C D E F G H I J K L M N O P Q R S T U V W X Y Z |

## O
| | | |
| - اوبرآسباخ (بایرن) - اوبرهارز آم بروکن (زاکسن-آنهالت) - اوبرهاوزن (نوردراین-وستفالن) - اوبرهوف، آلمان (تورینگن) - اوبرکیرش (بادن-وورتمبرگ) - اوبرکوخن (بادن-وورتمبرگ) - اوبرلونگوتس (زاکسن) - اوبرمشل (راینلند-فالتز) - اوبرنبورگ آم ماین (بایرن) - اوبرندورف آم نکا (بادن-وورتمبرگ) - اوبرنکیرشن (نیدرزاکسن) - اوبر-رام‌اشتات (هسن) - اوبرریکسینگن (بادن-وورتمبرگ) - اوبرتس‌هاوزن (هسن) - اوبراورزل (هسن) - اوبرفیشتال (بایرن) - اوبروایسباخ/تورینگنروالد (تورینگن) - اوبروزل (راینلند-فالتز) - اوبرویزنتال، کوروت (زاکسن) - اوکسنفورت (بایرن) - اوکسن‌هاوزن (بادن-وورتمبرگ) - اکتروپ (نوردراین-وستفالن) - ادربرگ (برندنبورگ) - ائبیسفلده-وفرلینگن (زاکسن-آنهالت) | - آئدرن (زاکسن) - اولده (نوردراین-وستفالن) - اولنیتس (زاکسن) - اولن‌نیتز/ارتسگبیرگه (زاکسن) - اور-ارکن‌اشویک (نوردراین-وستفالن) - اورلینگ‌هاوزن (نوردراین-وستفالن) - اوستریش-وینکل (هسن) - ائتینگن این بایرن (بایرن) - افنباخ آم ماین (هسن) - اوفنبورگ (بادن-وورتمبرگ) - اردورف (تورینگن) - اورینگین (بادن-وورتمبرگ) - الوبرنهاو (زاکسن) - اولدنبورگ (نیدرزاکسن) - اولدنبورگ این هل‌اشتاین (اشلسویگ-هل‌اشتاین) - الفن (نوردراین-وستفالن) - الپه، آلمان (نوردراین-وستفالن) - السبرگ، آلمان (نوردراین-وستفالن) - اپناو (بادن-وورتمبرگ) - اپن‌هایم (راینلند-فالتز) - ارانینباوم-وورلیتس (زاکسن-آنهالت) - ارانینبرگ (برندنبورگ) - ارلامونده (تورینگن) | - ارنباو (بایرن) - ارتنبرگ (هسن) - ارتراند (برندنبورگ) - اشاتس (زاکسن) - اوکسرزلبن (زاکسن-آنهالت) - اسنابروک (نیدرزاکسن) - استربورگ (زاکسن-آنهالت) - استربروکن (بادن-وورتمبرگ) - استرفلد (زاکسن-آنهالت) - استرهوفن (بایرن) - استرهولز-شارمبرک (نیدرزاکسن) - اویتروده آم هارتس (نیدرزاکسن) - اویترویک (زاکسن-آنهالت) - اویتفیلدن (بادن-وورتمبرگ) - استهایم (بایرن) - استهوفن (راینلند-فالتز) - اوسترینگن (بادن-وورتمبرگ) - استریتس (زاکسن) - اتربورگ (راینلند-فالتز) - اترندورف (نیدرزاکسن) - اتوایلر (زارلند) - اوفرراس (نوردراین-وستفالن) - اون (بادن-وورتمبرگ) |

| فهرست                                               |
| --------------------------------------------------- |
| A B C D E F G H I J K L M N O P Q R S T U V W X Y Z |

## P
| | | |
| - پادربورن (نوردراین-وستفالن) - پاپنبورگ (نیدرزاکسن) - پاپن‌هایم (بایرن) - پارشیم (مکلنبورگ-فورپومن) - پارسبرگ (بایرن) - پازواک (مکلنبورگ-فورپومن) - پاساو (بایرن) - پاتنزن (نیدرزاکسن) - پاوزا/فوگتلند (زاکسن) - پگاو (زاکسن) - پگنیتس (بایرن) - پاینه (نیدرزاکسن) - پایتس (برندنبورگ) - پنیگ (زاکسن) - پنکون (مکلنبورگ-فورپومن) - پنتزبرگ (بایرن) - پنتسلین (مکلنبورگ-فورپومن) - پرلبرگ (برندنبورگ) - پترسهاگن (نوردراین-وستفالن) - فافنهوفن آن در ایلم (بایرن) | - فارکیرشن (بایرن) - فورتزهایم (بادن-وورتمبرگ) - فرایمد (بایرن) - فولندورف (بادن-وورتمبرگ) - فولینگن (بادن-وورتمبرگ) - فونگزاشتات (هسن) - فیلیپسبپورگ (بادن-وورتمبرگ) - پینبرگ (اشلسویگ-هل‌اشتاین) - پیرمازنز (راینلند-فالتز) - پیرنا (زاکسن) - پلاتلینگ (بایرن) - پلاو آم زی (مکلنبورگ-فورپومن) - پلاوه (تورینگن) - پلاون (زاکسن) - پلتنبرگ (نوردراین-وستفالن) - پلی‌اشتاین (بایرن) - پلوشینگن (بادن-وورتمبرگ) - پلون (اشلسویگ-هل‌اشتاین) - پکینگ (بایرن) - پلهایم (هسن) | - پلش (راینلند-فالتز) - پرتا وستفالیکا (نوردراین-وستفالن) - پوسنک (تورینگن) - پوتسدام (پایتخت برندنبورگ) - پتن‌اشتاین (بایرن) - پریتتس (اشلسویگ-هل‌اشتاین) - پرمنیتز (برندنبورگ) - پرنتسلاو (برندنبورگ) - پرسات (بایرن) - پرویسیش اولدندورف (نوردراین-وستفالن) - پریزن‌اشتات (بایرن) - پریتزواک (برندنبورگ) - پروم (راینلند-فالتز) - پولهایم (نوردراین-وستفالن) - پولسنیتز (زاکسن) - پوتبوس (مکلنبورگ-فورپومن) - پوتلیتز (برندنبورگ) - پوتلینگن (زارلند) |

| فهرست                                               |
| --------------------------------------------------- |
| A B C D E F G H I J K L M N O P Q R S T U V W X Y Z |

## Q
|                                                       |                           |                                |
| - کواکنبورک (نیدرزاکسن) - کوئدلیندبورگ (زاکسن-آنهالت) | - کوئرفورت (زاکسن-آنهالت) | - کوئیکبورن (اشلسویگ-هل‌اشتاین) |

| فهرست                                               |
| --------------------------------------------------- |
| A B C D E F G H I J K L M N O P Q R S T U V W X Y Z |

## R
| | | |
| - رابنوا، زاکسن (زاکسن) - رادبرگ (زاکسن) - رادبویل (زاکسن) - رادبورگ (زاکسن) - رادفورموال (نوردراین-وستفالن) - رادولفتسل آم بودن‌زی (بادن-وورتمبرگ) - راگون-یسنیتس (زاکسن-آنهالت) - رادن (نوردراین-وستفالن) - راین (بایرن) - رام‌اشتاین-میزنباخ (راینلند-فالتز) - رانیس (تورینگن) - رانزباخ-باومباخ (راینلند-فالتز) - راشتات (بادن-وورتمبرگ) - راستنبرگ (تورینگن) - راتنوا (برندنبورگ) - راتلینگن (نوردراین-وستفالن) - راتسبورگ (اشلسویگ-هل‌اشتاین) - راونبرگ (بادن-وورتمبرگ) - راونهایم (هسن) - راوشنبورگ، هسن (هسن) - رافنزبورگ (بادن-وورتمبرگ) - رافن‌اشتاین، آلمان (بادن-وورتمبرگ) - رکلینگهاوزن (نوردراین-وستفالن) - ریز، آلمان (نوردراین-وستفالن) - رگن (بایرن) - رگنسبورگ (بایرن) - رگیس-برایتینگن (زاکسن) - رهاو (بایرن) - ربورگ-لکوم (نیدرزاکسن) - رنا (مکلنبورگ-فورپومن) - رایشلزهایم (هسن) - رایشنباخ (زاکسن) - رایشنباخ (زاکسن) - راینبک (اشلسویگ-هل‌اشتاین) - راینفلد، هول‌اشتاین (اشلسویگ-هل‌اشتاین) - راینهایم (هسن) | - رماگن (راینلند-فالتز) - رمدا-تایشل (تورینگن) - رمشاید (نوردراین-وستفالن) - رمزک آم نکا (بادن-وورتمبرگ) - رنشن (بادن-وورتمبرگ) - رندزبرگ (اشلسویگ-هل‌اشتاین) - رنرود (راینلند-فالتز) - رنینگن (بادن-وورتمبرگ) - رریک (مکلنبورگ-فورپومن) - رتهایم (نیدرزاکسن) - ر (بادن-وورتمبرگ) - ردا-ویدنبورک (نوردراین-وستفالن) - رده (نوردراین-وستفالن) - رایناو (بادن-وورتمبرگ) - راینباخ (نوردراین-وستفالن) - راینبرگ (نوردراین-وستفالن) - راینبولن (راینلند-فالتز) - راینه (نوردراین-وستفالن) - راینفلدن، آلمان (بادن-وورتمبرگ) - راینزبرگ (برندنبورگ) - راین‌اشتتن (بادن-وورتمبرگ) - رنز (راینلند-فالتز) - رینو (برندنبورگ) - ریبنیتز-دام‌گارتن (مکلنبورگ-فورپومن) - ریشتنبرگ (مکلنبورگ-فورپومن) - ریدنبورگ (بایرن) - ریدلینگن (بادن-وورتمبرگ) - ریداشتات (هسن) - رینک (بایرن) - ریزا (زاکسن) - ریتبرگ (نوردراین-وستفالن) - رینتلن (نیدرزاکسن) - روبل/موریتس (مکلنبورگ-فورپومن) - روشلیتس (زاکسن) - راکن‌هاوزن (راینلند-فالتز) - ردآلبن (راینلند-فالتز) - ردنبرگ (نیدرزاکسن) - رودنتال (بایرن) - رودرمارکت (هسن) | - رودیش (زاکسن) - ردگاو (هسن) - ردینگ، آلمان (بایرن) - روهیلد (تورینگن) - رمرود (هسن) - رننبورگ (تورینگن) - رننبورگ (نیدرزاکسن) - روزباخ ور در هوهه (هسن) - روزنفلد (بادن-وورتمبرگ) - رزنهایم (بایرن) - رزنتال (هسن) - رسراث (نوردراین-وستفالن) - روسلبن (تورینگن) - رسواین (زاکسن) - روستوک (مکلنبورگ-فورپومن / هانزه‌اشتات) - روتنبورگ آن در فولدا (هسن) - رتنبورگ آن در وومه (نیدرزاکسن) - روث بای نورنبرگ (بایرن) - روتا (زاکسن) - روتنباخ آن در پگنیتز (بایرن) - رتنبورگ، زاکسن (زاکسن) - رتنبورگ آب در تاوبر (بایرن) - رتنفلز (بایرن) - روتنبورگ آم نکا (بادن-وورتمبرگ) - رتنبورگ آن در لابر (بایرن) - روتینگن (بایرن) - رتوایل (بادن-وورتمبرگ) - روتس (بایرن) - رودزهایم آم راین (هسن) - رودل‌اشتات (تورینگن) - رولا (تورینگن) - روهلند (برندنبورگ) - رونکل (هسن) - روسلزهایم (هسن) - روتسهایم (بادن-وورتمبرگ) - روتن (نوردراین-وستفالن) |

| فهرست                                               |
| --------------------------------------------------- |
| A B C D E F G H I J K L M N O P Q R S T U V W X Y Z |

## S
| | | |
| - زالبورگ-ابرزدورف (تورینگن) - زالفلد (تورینگن) - زاربروکن (پایتخت زارلند) - زاربورگ (راینلند-فالتز) - زارلوئیس (زارلند) - زاکسن‌هاگن (نیدرزاکسن) - زاکسنهایم (بادن-وورتمبرگ) - زالتسگیتر (نیدرزاکسن) - زالتسکتن (نوردراین-وستفالن) - زالتسودل (زاکسن-آنهالت) - زانداو (زاکسن-آنهالت) - زاندرزدوف-برنا (زاکسن-آنهالت) - زانگرهاوزن (زاکسن-آنهالت) - زانکت آندریاسبرگ (نیدرزاکسن) - زانکت آگستین (نوردراین-وستفالن) - زانکت گوار (راینلند-فالتز) - زانکت گوارزهاوزن (راینلند-فالتز) - زاراشتت (نیدرزاکسن) - زازنبرگ (نوردراین-وستفالن) - زازنیتس (مکلنبورگ-فورپومن) - زایدا (زاکسن) - شالکاو (تورینگن) - شاون‌اشتاین (بایرن) - شیر (بادن-وورتمبرگ) - شایبنبرگ (زاکسن) - شاینفلد (بایرن) - شلکلینگن (بادن-وورتمبرگ) - اشنیفلد (اشلسویگ-هل‌اشتاین) - شسلیتس (بایرن) - شیدر-اشوالنبرگ (نوردراین-وستفالن) - شیفراشتات (راینلند-فالتز) - شیلداو (زاکسن) - شیلینگزفورث (بایرن) - شیلتاخ (بادن-وورتمبرگ) - شیرگیزوالده-کیرشاو (زاکسن) - اشکویدیتس (زاکسن) - اشکولن (تورینگن) - اشلایدن (نوردراین-وستفالن) - اشلایتس (تورینگن) - اشلسویگ (اشلسویگ-هل‌اشتاین) - اشلتاو (زاکسن) - اشلویزینگن (تورینگن) - اشلیبن (برندنبورگ) - اشلیتس (هسن) - اشلوس هولته-اشتوکنبروک (نوردراین-وستفالن) - اشلوتهایم (تورینگن) - اشلوشترن (هسن) - اشلوسلفلد (بایرن) - اشمالکالدن (تورینگن) - اشمالنبرگ (نوردراین-وستفالن) - اشمولن (تورینگن) - اشناکنبرگ (نیدرزاکسن) - اشنایتنبرگ (بایرن) - اشنیبرگ (زاکسن) - اشنفردینگن (نیدرزاکسن) - شمبورگ (بادن-وورتمبرگ) - شوناو (بادن-وورتمبرگ) - شونا ایم شوارتزوالد (بادنوورتمبرگ) - شونبرگ (مکلنبورگ-فورپومن) - شونبک (زاکسن-آنهالت) - شونک/فگتلند (زاکسن) - شونوالده (برندنبورگ) - شونگاو، بایرن (بایرن) - شونینگن (نیدرزاکسن) - شون‌زی (بایرن) | - شونوالد، بایرن (بایرن) - شپفهایم (بادن-وورتمبرگ) - شوپن‌اشتت (نیدرزاکسن) - شرندورف (بادن-وورتمبرگ) - شرتنز (نیدرزاکسن) - شتن (هسن) - شرامبرگ (بادن-وورتمبرگ) - شراپلاو (زاکسن-آنهالت) - شریزهایم (بادن-وورتمبرگ) - شروبن‌هاوزن (بایرن) - شروتسبرگ (بادن-وورتمبرگ) - شوترتوف (نیدرزاکسن) - شوان (مکلنبورگ-فورپومن) - شواباخ (بایرن) - شوابیش گموند (بادن-وورتمبرگ) - شوابیش هال (بادن-وورتمبرگ) - شوابمونشن (بایرن) - شوایگرن (بادن-وورتمبرگ) - شوالباخ آم تانوس (هسن) - شوالم‌اشتات (هسن) - شواندورف (بایرن) - شواننبک (زاکسن-آنهالت) - شوارتسنباخ آم والد (بایرن) - شوارتسنباخ آن در زاله (بایرن) - شوارتینبک (اشلسویگ-هل‌اشتاین) - شوارتسنبرگ/ارتسگبریگه (زاکسن) - شوارتسنبورن (هسن) - شوارتسهایده (برندنبورگ) - شودت (برندنبورگ) - شوایش (راینلند-فالتز) - شواینفورت (بایرن) - شولم (نوردراین-وستفالن) - شونتیننتال (اشلسویگ-هل‌اشتاین) - شورین (پایتخت مکلنبورگ-فورپومن) - شورته (نوردراین-وستفالن) - شوتسینگن (بادن-وورتمبرگ) - زبنیتس (زاکسن) - زی‌هاوزن (زاکسن-آنهالت) - زی‌لند، آلمان (زاکسن-آنهالت) - زی‌لو (برندنبورگ) - زیلتسه (نیدرزاکسن) - زیزن (نیدرزاکسن) - زنده (نیدرزاکسن) - زایفنرزدورف (زاکسن) - زلب (بایرن) - زبیتس (بایرن) - زلینگن‌اشتات (هسن) - زلم (نوردراین-وستفالن) - زلترز (راینلند-فالتز) - زندن (بایرن) - زندنهورست (نوردراین-وستفالن) - زنفتنبرگ (برندنبورگ) - زسلاخ (بایرن) - زیگبورگ (نوردراین-وستفالن) - زیگن (نوردراین-وستفالن) - زیگمارینگن (بادن-وورتمبرگ) - زیمباخ آم این (بایرن) - زیمرن (راینلند-فالتز) - زیندلفینگن (بادن-وورتمبرگ) - زینگن (بادن-وورتمبرگ) - زینسهایم (بادن-وورتمبرگ) - زینتسیگ (راینلند-فالتز) - زوئست، آلمان (نوردراین-وستفالن) - زلینیگن (نوردراین-وستفالن) - زلمس (هسن) - زواتاو (نیدرزاکسن) - سومرداو (تورینگن) - زوندرزهاوزن (تورینگن) - زونبرگ (تورینگن) | - زننوالد (برندنبورگ) - زونتهوفن (بایرن) - زونترا (هسن) - اشپایشینگن (بادن-وورتمبرگ) - اشپالت (بایرن) - اشپانگنبرگ (هسن) - اشپنگه (نوردراین-وستفالن) - اشپیر (راینلند-فالتز) - اشپرمبرگ (برندنبورگ) - اشپرینگه (نیدرزاکسن) - اشپروکهاول (نوردراین-وستفالن) - اشتدته (نیدرزاکسن) - اشتات‌آلندورف (هسن) - اشتات‌برگن (بایرن) - اشتات‌هاگن (نیدرزاکسن) - اشتات‌ایلم (تورینگن) - اشتات‌لنگزفلد (تورینگن) - اشتات‌لون (نوردراین-وستفالن) - اشتات‌اولدندورف (نیدرزاکسن) - اشتات‌پرتسلتن (بایرن) - اشتات‌رودا (تورینگن) - اشتات‌اشتایناخ (بایرن) - اشتات ولهن (زاکسن) - اشتارنبرگ (بایرن) - اشتاسفورت (زاکسن-آنهالت) - اشتاوفن ایم برایزگاو (بادن-وورتمبرگ) - اشتاوفنبرگ (هسن) - اشتافنهاگن، رویتراشتات (مکلنبورگ-فورپومن) - سنت بلازین (بادن-وورتمبرگ) - اشتاین (بایرن) - اشتایناخ (تورینگن) - اشتایناو آن در اشتراسه (هسن) - اشتاینباخ-هالنبرگ (تورینگن) - اشتاینباخ (هسن) - اشتاینفورت (نوردراین-وستفالن) - اشتاینهایم آن در مور (بادن-وورتمبرگ) - اشتاینهایم، وستفالن (نوردراین-وستفالن) - اشتندل (زاکسن-آنهالت) - اشترنبرگ (مکلنبورگ-فورپومن) - سنکت اینگبرت (زارلاند) - زنکت گئورگن (بادن-وورتمبرگ) - اشتوک‌آخ (بادن-وورتمبرگ) - استولبرگ (نوردراین-وستفالن) - اتولبرگ (زاکسن) - اشتولپن (زاکسن) - اشتورکو (برندنبورگ) - اشتوسن (زاکسن-آنهالت) - اشترلن (نوردراین-وستفالن) - اشترالزوند (مکلنبورگ-فورپومن) - اشتراسبورگ (مکلنبورگ-فورپومن) - اشتراوبینگ (بایرن) - اشتراوسبرگ (برندنبورگ) - اشترلا (زاکسن) - اشترمبرگ (راینلند-فالتز) - اشتولینگن (بادن-وورتمبرگ) - اشاتوتن‌زی (بادن-وورتمبرگ) - اشتوتگارت (پایتخت بادن-وورتمبرگ) - سنت وندل (زارلند) - زودلیشس آنهالت (زاکسن-آنهالت) - زوهل (تورینگن) - زولینگن (نیدرزاکسن) - زولتس آم نکا (بادن-وورتمبرگ) - زولتسباخ (زارلند) - زولتسباخ-رزنبرگ (بایرن) - زولتسبورگ (بادن-وورتمبرگ) - زوندرن (نوردراین-وستفالن) - زوسن (بادن-وورتمبرگ) - سیکه (نیدرزاکسن) |

| فهرست                                               |
| --------------------------------------------------- |
| A B C D E F G H I J K L M N O P Q R S T U V W X Y Z |

## T
| | | |
| - تامباخ-دیت‌هارتس (تورینگن) - تانگرزهوته (زاکسن-آنهالت) - تانگرمونده (زاکسن-آنهالت) - تان (هسن) - تانا، آلمان (تورینگن) - تاوبربیشوفزهایم (بادن-وورتمبرگ) - تاوشاو (زاکسن) - تاونوس‌اشتاین (هسن) - تکلنبورگ (نوردراین-وستفالن) - تگرنزی (بایرن) - تلگته (نوردراین-وستفالن) - تلتو (برندنبورگ) - تمپلین (برندنبورگ) - تنگن، آلمان (بادن-وورتمبرگ) - تسین (مکلنبورگ-فورپومن) - تترو (مکلنبورگ-فورپومن) - تتنانگ (بادن-وورتمبرگ) - تویبلیتز (بایرن) - تویشرن (زاکسن-آنهالت) - تویپیتز (برندنبورگ) | - تویشنیتز (بایرن) - تاله (زاکسن-آنهالت) - تالهایم/ارزگبیرگه. (زاکسن) - تان‌هاوزن (بایرن) - تارانت (زاکسن) - تمار (تورینگن) - توم (زاکسن) - تیرشن‌رویس (بایرن) - تیتیزی-نیواشتات (بادن-وورتمبرگ) - تیتمونینگ (بایرن) - توتتناو (بادن-وورتمبرگ) - توگینگ آم این (بایرن) - تونیسفورث (نوردراین-وستفالن) - تونینگ (اشلسویگ-هل‌اشتاین) - تورگاو (زاکسن) - تورگلو (مکلنبورگ-فورپومن) - ترنش (اشلسویگ-هل‌اشتاین) - ترابن-تراراباخ (راینلند-فالتز) - تروانرویت (بایرن) - تروان‌اشتاین (بایرن) | - تربین (برندنبورگ) - تربسن (زاکسن) - ترفورت (تورینگن) - ترندلبورگ (هسن) - ترویشتلینگن (بایرن) - تروین (زاکسن) - تروین بریتزن (برندنبورگ) - تریبرگ ایم شوارزوالد (بادن-وورتمبرگ) - تریبزیز (مکلنبورگ-فورپومن) - تری‌یر (راینلند-فالتز) - تریپتیس (تورینگن) - تروشتلفینگن (بادن-وورتمبرگ) - ترویزدورف (نوردراین-وستفالن) - تروسینگن (بادن-وورتمبرگ) - تروتسبرگ (بایرن) - توبینگن (بادن-وورتمبرگ) - توتلینگن (بادن-وورتمبرگ) - تویسترینگن (نیدرزاکسن) |

| فهرست                                               |
| --------------------------------------------------- |
| A B C D E F G H I J K L M N O P Q R S T U V W X Y Z |

## U
| | | |
| - اوباخ-پالنبرگ (نوردراین-وستفالن) - اوبرلینگن (بادن-وورتمبرگ) - اویبیگا-وارنبروک (برندنبورگ) - اواکرمونده (مکلنبورگ-فورپومن) - اویلتسن (نیدرزاکسن) - یوترسن (اشلسویگ-هل‌اشتاین) | - اوفنهایم (بایرن) - اویینگن (بادن-وورتمبرگ) - اولم (بادن-وورتمبرگ) - اولمن (راینلند-فالتز) - اولریش‌اشتاین (هسن) - اومراشتات (تورینگن) - اونکل (راینلند-فالتز) | - اونا (نوردراین-وستفالن) - اونتراشلایسهایم (بایرن) - اوزدم (مکلنبورگ-فورپومن) - اوزینگن (هسن) - اوزلار (نیدرزاکسن) |

| فهرست                                               |
| --------------------------------------------------- |
| A B C D E F G H I J K L M N O P Q R S T U V W X Y Z |

## V
| | | |
| - فاشا، آلمان (تورینگن) - فایهینگن آن در انتس (بادن-وورتمبرگ) - فالندار (راینلند-فالتز) - فارل (نیدرزاکسن) - فشتا (نیدرزاکسن) - فلبرت (نوردراین-وستفالن) - فلبورگ (بایرن) - فلدرن آن در پگنیتس (بایرن) - فلبرگ (بادن-وورتمبرگ) - فلمار (هسن) - فلتن (برندنبورگ) - فردن (نیدرزاکسن) | - فرینگن‌اشتات (بادن-وورتمبرگ) - فرل (نوردراین-وستفالن) - فرسمولد (نوردراین-وستفالن) - فتشاو/اشپریوالد (برندنبورگ) - فیشتاخ (بایرن) - فیننبورگ (نیدرزاکسن) - فیرنهایم (هسن) - فیرزن (نوردراین-وستفالن) - فیلینگن-اشونینگن (بادن-وورتمبرگ) - فیلسبیبورگ (بایرن) - فیلسک (بایرن) - فیلزهوفن (بایرن) - فیزلهوفده (نیدرزاکسن) | - فلوتو (نوردراین-وستفالن) - فورده (نوردارین-وستفالن) - فوگتسبورگ در کایزراشتول (بادن-وورتمبرگ) - فبورگ آن در دانوب (بایرن) - فوهن‌اشتراوس (بایرن) - فورنباخ (بادن-وورتمبرگ) - فورینگن (بایرن) - فولکاخ (بایرن) - فولکلینگن (زارلند) - فولکمارسن (هسن) - فردن (نوردراین-وستفالن) |

| فهرست                                               |
| --------------------------------------------------- |
| A B C D E F G H I J K L M N O P Q R S T U V W X Y Z |

## W
| | | |
| - واخنهایم آن در واین‌اشتارسه (راینلند-فالتز) - وسترزباخ (هسن) - وادرن (زارلند) - واگهویزل (بادن-وورتمبرگ) - وال‌اشتت (اشلسویگ-هل‌اشتاین) - وایبلینگن (بادن-وورتمبرگ) - وایب‌اشتات (بادن-وورتمبرگ) - وایشنفلد (بایرن) - والدبرول (نوردراین-وستفالن) - والدک، هسن (هسن) - والدنبوخ (بادن-وورتمبرگ) - والدنبرگ، زاکسن (زاکسن) - والدنبورگ، بادن-وورتمبرگ (بادن-وورتمبرگ) - والدرزهوف (بایرن) - والدهایم (زاکسن) - والدکپل (هسن) - والدکیرش (بادن-وورتمبرگ) - والدکیرشن (بایرن) - والدکرایبورگ (بایرن) - والدمونشن (بایرن) - والدزاسن (بایرن) - والدزهوت-تینگن (بادن-وورتمبرگ) - والدورف (بادن-وورتمبرگ) - والدورن (بادن-وورتمبرگ) - والنفلدز (بایرن) - والزروده (نیدرزاکسن) - والترزهاوزن (تورینگن) - والتروپ (نوردراین-وستفالن) - وانفرید (هسن) - وانگن در آلکائو (بادن-وورتمبرگ) - وانزلبن-وورده (زاکسن-آنهالت) - واربورگ (نوردراین-وستفالن) - وارن (مکلنبورگ-فورپومن) - وارندورف (نوردراین-وستفالن) - وارین (مکلنبورگ-فورپومن) - واراشتاین (نوردراین-وستفالن) - وازنبرگ (نوردراین-وستفالن) - وایربورگ آن در این (بایرن) - وایرترودینگن (بایرن) - وازونگن (تورینگن) - ودل (اشلسویگ-هل‌اشتاین) - وینر (نیدرزاکسن) - وگبرگ (نوردراین-وستفالن) - وگلبن (زاکسن-آنهالت) - ور (بادن-وورتمبرگ) - وایدا (تورینگن) - وایدن در اوبرفالز (بایرن) - وایکرزهایم (بادن-وورتمبرگ) - وایل آم راین (بادن-وورتمبرگ) - وایلبورگ (هسن) - وایل شهر (بادن-وورتمبرگ) - وایلهایم آن در تک (بادن-وورتمبرگ) - وایلهایم در اوبربایرن (بایرن) - وایمار (تورینگن) | - واینگارتن (بادن-وورتمبرگ) - واینهایم (بادن-وورتمبرگ) - واینزبرگ (بادن-وورتمبرگ) - واین‌اشتات (بادن-وورتمبرگ) - وایزماین (بایرن) - وایسنبرگ (زاکسن) - وایسنبورگ در بایرن (بایرن) - وایسنفلز (زاکسن-آنهالت) - واینهورن (بایرن) - وایسنزی در تورینگن (تورینگن) - وایسن‌اشتات (بایرن) - وایسنتورم (راینلند-فالتز) - وایسواسر (زاکسن) - وایتراشتات (هسن) - ولتسهایم (بادن-وورتمبرگ) - ولتسو (برندنبورگ) - ومدینگ (بایرن) - وندلینگن آن در نکا (بادن-وورتمبرگ) - وربن (زاکسن-آنهالت) - وردوا (زاکسن) - وردا (برندنبورگ) - وردل (نوردراین-وستفالن) - ورل (نوردراین-وستفالن) - ورملزکیرشن (نوردراین-وستفالن) - ورناو (بادن-وورتمبرگ) - ورنه (نوردراین-وستفالن) - ورنویشن (برندنبورگ) - ورنیگه‌روده (زاکسن-آنهالت) - ورتهایم آم ماین (بادن-وورتمبرگ) - ورتا (نوردراین-وستفالن) - ورتینگن (بایرن) - وزل (نوردراین-وستفالن) - وزنبرگ، مکلنبورگ (مکلنبورگ-فورپومن) - وزلزبورن (اشلسویگ-هل‌اشتاین) - وزلینگن (نوردراین-وستفالن) - وستربورگ (راینلند-فالتز) - وستراشتده (نیدرزاکسن) - وتر (نوردراین-وستفالن) - وتر (هسن) - وتسلار (هسن) - ویدرن (بادن-وورتمبرگ) - ویهه (تورینگن) - ویل (نوردراین-وستفالن) - ویسبادن (پایتخت هسن) - ویزن‌اشتایگ (بادن-وورتمبرگ) - ویزلخ (بادن-وورتمبرگ) - ویزمور (نیدرزاکسن) - ویلدبرگ، بادن-وورتمبرگ (بادن-وورتمبرگ) - ویلدمن (نیدرزاکسن) - ویلدنفلدز (زاکسن) - ویلدس‌هاوزن (نیدرزاکسن) - ویلهمزهاون (نیدرزاکسن) | - ویلکوا-هاسلوا (زاکسن) - ویللباداسن (نوردراین-وستفالن) - ویلیش (نوردراین-وستفالن) - ویلزدروف (زاکسن) - ویلشتر (اشلسویگ-هل‌اشتاین) - ویلتن (زاکسن) - ویندیش‌اشنباخ (بایرن) - ویندزباخ (بایرن) - وینندن (بادن-وورتمبرگ) - وینزن (نیدرزاکسن) - وینتربرگ (نوردراین-وستفالن) - ویپرفورث (نوردراین-وستفالن) - ویرگس (راینلند-فالتز) - ویسمار (مکلنبورگ-فورپومن) - ویسن (راینلند-فالتز) - ویتن (نوردراین-وستفالن) - ویتنبرگ (زاکسن-آنهالت) - ویتنبرگه (برندنبورگ) - ویتنبورگ (مکلنبورگ-فورپومن) - ویتیشناو (زاکسن) - ویتلیش (راینلند-فالتز) - ویتینگن (نیدرزاکسن) - ویتموند (نیدرزاکسن) - ویت‌اشتوک/دوسه (برندنبورگ) - ویتسن‌هاوزن (هسن) - ولدگک (مکلنبورگ-فورپومن) - ولفاخ (بادن-وورتمبرگ) - ولفنبوتل (نیدرزاکسن) - ولفهاگن (هسن) - ولفرامز-اشنباخ (بایرن) - ولفراتزهاوزن (بایرن) - ولفسبورگ (نیدرزاکسن) - ولف‌اشتاین (راینلند-فالتز) - ولگاست (مکلنبورگ-فورپومن) - وولکن‌اشتاین (زاکسن) - ولمیراشتت (زاکسن-آنهالت) - ورمز، آلمان (راینلند-فالتز) - ووراشتات (راینلند-فالتز) - وورث آن در راین (راینلند-فالتز) - وورث آن در دانوب (بایرن) - وورث آم ماین (بایرن) - وریتسن (برندنبورگ) - وولفرات (نوردراین-وستفالن) - وونزیدل (بایرن) - وونستروف (نیدرزاکسن) - ووپرتال (نوردراین-وستفالن) - وورسلن (نوردراین-وستفالن) - وورتسباخ (تورینگن) - وورتسبورگ (بایرن) - وورتسن (زاکسن) - ووسترو (نیدرزاکسن) - ویک آن در فور (اشلسویگ-هل‌اشتاین) |

| فهرست                                               |
| --------------------------------------------------- |
| A B C D E F G H I J K L M N O P Q R S T U V W X Y Z |

## X
|                            |  |  |
| - ژانتن (نوردراین-وستفالن) |  |  |

| فهرست                                               |
| --------------------------------------------------- |
| A B C D E F G H I J K L M N O P Q R S T U V W X Y Z |

## Z
| | | |
| - تسانا-الستر (زاکسن-آنهالت) - تسارنتین آن در زال‌زی (مکلنبورگ-فورپومن) - تسهدنیک (برندنبورگ) - تسیل آم ماین (بایرن) - تسایتز (زاکسن-آنهالت) - تسل آن در همرزباخ (بادن-وورتمبرگ) - تسل در ویزنتال (بادن-وورتمبرگ) - تسل (راینلند-فالتز) - تسلا-ملیس (تورینگن) - تسبرست (زاکسن-آنهالت) | - تیسویلنرودا-تریبس (تورینگن) - تسون (نیدرزاکسن) - تسیگنبرگ (تورینگن) - تسیرنبرگ (هسن) - تسیزار (برندنبورگ) - تسیندورف (بایرن) - تسیتا (زاکسن) - تسوبلیتز (زاکسن) - تسوربیرگ (زاکسن-آنهالت) | - تسوزن (برندنبورگ) - تسشوپا (زاکسن) - تسوپلیش (نوردراین-وستفالن) - تسوایبروکن (راینلند-فالتز) - تسویکا (زاکسن) - زویکاو (زاکسن) - تسویزل (بایرن) - تسوینگنبرگ (هسن) - تسونیتز (زاکسن) |